# Macrobrachium petiti
Macrobrachium petiti is een garnalensoort uit de familie van de Palaemonidae. De wetenschappelijke naam van de soort is voor het eerst geldig gepubliceerd in 1934 door Roux.